# Polička vas
Polička vas je naselje v Občini Pesnica.